# Olympische Sommerspiele 2020/Kanu – Vierer-Kajak 500 m (Frauen)
Das Kanu-Rennen der Frauen mit dem Vierer-Kajak über 500 m bei Olympischen Spielen 2020 wurde vom 6. bis 7. August 2021 auf dem Sea Forest Waterway ausgetragen.

## Titelträger
| Olympiasiegerinnen | G. Szabó / D. Kozák / T. Csipes / K. Fazekas-Zur    | Rio de Janeiro 2016 |
| Weltmeisterinnen   | D. Bodonyi / E. Medveczky / T. Csipes / A. D. Gazsó | Szeged 2019         |

## Ergebnisse

### Vorlauf

#### Lauf 1
| Platz | Kanutinnen                                                                        | Nation     | Zeit         | Bemerkung     |
| ----- | --------------------------------------------------------------------------------- | ---------- | ------------ | ------------- |
| 1     | Danuta Kozák Tamara Csipes Anna Kárász Dóra Bodonyi                               | Ungarn     | 1:33,335 min | Halbfinale    |
| 2     | Lisa Carrington Alicia Hoskin Caitlin Regal Teneale Hatton                        | Neuseeland | 1:33,959 min | Halbfinale    |
| 3     | Marharyta Machnewa Nadseja Ljapeschka Wolha Chudsenka Maryna Litwintschuk         | Belarus    | 1:34,785 min | Viertelfinale |
| 4     | Andréanne Langlois Michelle Russell Alanna Bray-Lougheed Madeline Schmidt         | Kanada     | 1:38,971 min | Viertelfinale |
| 5     | Manon Hostens Vanina Paoletti Sarah Guyot Léa Jamelot                             | Frankreich | 1:39,032 min | Viertelfinale |
| 6     | Marija Kitschassowa-Skoryk Ljudmyla Kuklinowska Anastassija Todorowa Marija Powch | Ukraine    | 1:39,224 min | Viertelfinale |

#### Lauf 2
| Platz | Kanutinnen                                                                      | Nation      | Zeit         | Bemerkung     |
| ----- | ------------------------------------------------------------------------------- | ----------- | ------------ | ------------- |
| 1     | Karolina Naja Anna Puławska Justyna Iskrzycka Helena Wiśniewska                 | Polen       | 1:33,468 min | Halbfinale    |
| 2     | Sabrina Hering-Pradler Melanie Gebhardt Jule Hake Tina Dietze                   | Deutschland | 1:34,681 min | Halbfinale    |
| 3     | Li Dongyin Zhou Yu Ma Qing Wang Nan                                             | China       | 1:36,249 min | Viertelfinale |
| 4     | Jaime Roberts Jo Brigden-Jones Shannon Reynolds Catherine McArthur              | Australien  | 1:37,407 min | Viertelfinale |
| 5     | Emma Jørgensen Julie Funch Sara Milthers Bolette Nyvang Iversen                 | Dänemark    | 1:38,453 min | Viertelfinale |
| 6     | Natalja Podolskaja Anastassija Dolgowa Kira Stepanowa Swetlana Tschernigowskaja | ROC         | 1:39,166 min | Viertelfinale |

### Viertelfinale
| Platz | Kanutinnen                                                                        | Nation     | Zeit         | Bemerkung  |
| ----- | --------------------------------------------------------------------------------- | ---------- | ------------ | ---------- |
| 1     | Marharyta Machnewa Nadseja Ljapeschka Wolha Chudsenka Maryna Litwintschuk         | Belarus    | 1:35,534 min | Halbfinale |
| 2     | Li Dongyin Zhou Yu Ma Qing Wang Nan                                               | China      | 1:36,379 min | Halbfinale |
| 3     | Marija Kitschassowa-Skoryk Ljudmyla Kuklinowska Anastassija Todorowa Marija Powch | Ukraine    | 1:36,948 min | Halbfinale |
| 4     | Manon Hostens Vanina Paoletti Sarah Guyot Léa Jamelot                             | Frankreich | 1:37,138 min | Halbfinale |
| 5     | Jaime Roberts Jo Brigden-Jones Shannon Reynolds Catherine McArthur                | Australien | 1:37,601 min | Halbfinale |
| 6     | Emma Jørgensen Julie Funch Sara Milthers Bolette Nyvang Iversen                   | Dänemark   | 1:37,682 min | Halbfinale |
| 7     | Natalja Podolskaja Anastassija Dolgowa Kira Stepanowa Swetlana Tschernigowskaja   | ROC        | 1:38,372 min | B-Finale   |
| 8     | Andréanne Langlois Michelle Russell Alanna Bray-Lougheed Madeline Schmidt         | Kanada     | 1:38,537 min | B-Finale   |

### Halbfinale

#### Lauf 1
| Platz | Kanutinnen                                                                | Nation      | Zeit         | Bemerkung |
| ----- | ------------------------------------------------------------------------- | ----------- | ------------ | --------- |
| 1     | Danuta Kozák Tamara Csipes Anna Kárász Dóra Bodonyi                       | Ungarn      | 1:36,529 min | A-Finale  |
| 2     | Marharyta Machnewa Nadseja Ljapeschka Wolha Chudsenka Maryna Litwintschuk | Belarus     | 1:36,672 min | A-Finale  |
| 3     | Sabrina Hering-Pradler Melanie Gebhardt Jule Hake Tina Dietze             | Deutschland | 1:36,737 min | A-Finale  |
| 4     | Jaime Roberts Jo Brigden-Jones Shannon Reynolds Catherine McArthur        | Australien  | 1:38,170 min | A-Finale  |
| 5     | Manon Hostens Vanina Paoletti Sarah Guyot Léa Jamelot                     | Frankreich  | 1:38,202 min | B-Finale  |

#### Lauf 2
| Platz | Kanutinnen                                                                        | Nation     | Zeit         | Bemerkung |
| ----- | --------------------------------------------------------------------------------- | ---------- | ------------ | --------- |
| 1     | Karolina Naja Anna Puławska Justyna Iskrzycka Helena Wiśniewska                   | Polen      | 1:36,078 min | A-Finale  |
| 2     | Lisa Carrington Alicia Hoskin Caitlin Regal Teneale Hatton                        | Neuseeland | 1:36,293 min | A-Finale  |
| 3     | Li Dongyin Zhou Yu Ma Qing Wang Nan                                               | China      | 1:36,697 min | A-Finale  |
| 4     | Emma Jørgensen Julie Funch Sara Milthers Bolette Nyvang Iversen                   | Dänemark   | 1:37,386 min | A-Finale  |
| 5     | Marija Kitschassowa-Skoryk Ljudmyla Kuklinowska Anastassija Todorowa Marija Powch | Ukraine    | 1:38,489 min | B-Finale  |

### Finale

#### B-Finale
Anmerkung: Gefahren wurde hier um die Plätze neun bis zwölf, das heißt, die Siegerinnen des B-Finales – Manon Hostens, Vanina Paoletti, Sarah Guyot und Léa Jamelot – wurden insgesamt Neunte usw.
| Platz | Kanutinnen                                                                        | Nation     | Zeit         | Bemerkung |
| ----- | --------------------------------------------------------------------------------- | ---------- | ------------ | --------- |
| 1     | Manon Hostens Vanina Paoletti Sarah Guyot Léa Jamelot                             | Frankreich | 1:38,346 min |           |
| 2     | Marija Kitschassowa-Skoryk Ljudmyla Kuklinowska Anastassija Todorowa Marija Powch | Ukraine    | 1:39,276 min |           |
| 3     | Andréanne Langlois Michelle Russell Alanna Bray-Lougheed Madeline Schmidt         | Kanada     | 1:39,946 min |           |
| 4     | Natalja Podolskaja Anastassija Dolgowa Kira Stepanowa Swetlana Tschernigowskaja   | ROC        | 1:40,951 min |           |

#### A-Finale
| Platz | Kanutinnen                                                                | Nation      | Zeit         | Bemerkung |
| ----- | ------------------------------------------------------------------------- | ----------- | ------------ | --------- |
| 1     | Danuta Kozák Tamara Csipes Anna Kárász Dóra Bodonyi                       | Ungarn      | 1:35,463 min |           |
| 2     | Marharyta Machnewa Nadseja Ljapeschka Wolha Chudsenka Maryna Litwintschuk | Belarus     | 1:36,073 min |           |
| 3     | Karolina Naja Anna Puławska Justyna Iskrzycka Helena Wiśniewska           | Polen       | 1:36,445 min |           |
| 4     | Lisa Carrington Alicia Hoskin Caitlin Regal Teneale Hatton                | Neuseeland  | 1:37,168 min |           |
| 5     | Sabrina Hering-Pradler Melanie Gebhardt Jule Hake Tina Dietze             | Deutschland | 1:37,243 min |           |
| 6     | Li Dongyin Zhou Yu Ma Qing Wang Nan                                       | China       | 1:38,121 min |           |
| 7     | Jaime Roberts Jo Brigden-Jones Shannon Reynolds Catherine McArthur        | Australien  | 1:39,797 min |           |
| 8     | Emma Jørgensen Julie Funch Sara Milthers Bolette Nyvang Iversen           | Dänemark    | 1:41,141 min |           |